# Sergio Bertoni
Sergio Bertoni (23. září 1915, Pisa, Italské království – 15. února 1995, La Spezia, Itálie) byl italský fotbalový útočník a později i trenér.
Fotbalovou kariéru zahájil v mateřském klubu v Pise. Za seniorský klub hrál od roku 1932. V roce 1938 odešel hrát za Janov, kde hrál až do roku 1946. Kariéru zakončil v roce 1950 ve Spezii.
S italskou reprezentací vyhrál MS 1938 a OH 1936. Celkem za národní tým odehrál 6 utkání a vstřelil 1 gól.
Po skončení hráčské kariéry se dal na trenéřinu. Trenérem byl jen v jednom klubu a to ve Spezii.

## Hráčská statistika
| Sezóna  | Klub    | Liga      | Liga   | Liga | Ligové poháry | Ligové poháry | Ligové poháry | Kontinentální poháry | Kontinentální poháry | Kontinentální poháry | Celkem | Celkem |
| Sezóna  | Klub    | Soutěž    | Zápasy | Góly | Soutěž        | Zápasy        | Góly          | Soutěž               | Zápasy               | Góly                 | Zápasy | Góly   |
| ------- | ------- | --------- | ------ | ---- | ------------- | ------------- | ------------- | -------------------- | -------------------- | -------------------- | ------ | ------ |
| 1932/33 | Pisa    | Serie B   | 8      | 0    | -             | 0             | 0             | -                    | 0                    | 0                    | 8      | 0      |
| 1933/34 | Pisa    | Serie B   | 11     | 2    | -             | 0             | 0             | -                    | 0                    | 0                    | 11     | 2      |
| 1934/35 | Pisa    | Serie B   | 20     | 5    | -             | 0             | 0             | -                    | 0                    | 0                    | 20     | 5      |
| 1935/36 | Pisa    | Serie B   | 29     | 9    | IP            | 1             | 1             | -                    | 0                    | 0                    | 30     | 10     |
| 1936/37 | Pisa    | Serie B   | 21     | 3    | IP            | 1             | 1             | -                    | 0                    | 0                    | 22     | 4      |
| 1937/38 | Pisa    | Serie B   | 30     | 22   | IP            | 1             | 1             | -                    | 0                    | 0                    | 31     | 23     |
| 1938/39 | Janov   | Serie A   | 1      | 0    | IP            | 0             | 0             | -                    | 0                    | 0                    | 1      | 00     |
| 1939/40 | Janov   | Serie A   | 21     | 4    | IP            | 5             | 2             | -                    | 0                    | 0                    | 26     | 6      |
| 1940/41 | Janov   | Serie A   | 28     | 7    | IP            | 0             | 0             | -                    | 0                    | 0                    | 28     | 7      |
| 1941/42 | Janov   | Serie A   | 25     | 4    | IP            | 2             | 1             | -                    | 0                    | 0                    | 27     | 5      |
| 1942/43 | Janov   | Serie A   | 24     | 5    | IP            | 4             | 0             | -                    | 0                    | 0                    | 28     | 5      |
| 1945/46 | Janov   | 1. divize | 20     | 0    | -             | 0             | 0             | -                    | 0                    | 0                    | 20     | 0      |
| 1946/47 | Brescia | Serie A   | 33     | 6    | -             | 0             | 0             | -                    | 0                    | 0                    | 33     | 6      |
| 1947/48 | Modena  | Serie A   | 40     | 6    | -             | 0             | 0             | -                    | 0                    | 0                    | 40     | 6      |
| 1948/49 | Modena  | Serie A   | 33     | 6    | -             | 0             | 0             | -                    | 0                    | 0                    | 33     | 6      |
| 1949/50 | Spezia  | Serie B   | 25     | 0    | -             | 0             | 0             | -                    | 0                    | 0                    | 25     | 0      |
| Celkem  | Celkem  | Celkem    | 369    | 79   | -             | 14            | 6             | -                    | ?                    | ?                    | 383    | 85     |

## Hráčské úspěchy

### Reprezentační
- 1x na MS (1938 - zlato)
- 1x na OH (1936 - zlato)